# Śródborze (powiat płoński)
Śródborze – wieś sołecka w Polsce położona w województwie mazowieckim, w powiecie płońskim, w gminie Baboszewo.
W latach 1975–1998 miejscowość należała administracyjnie do województwa ciechanowskiego.

## Związani ze Śródborzem
- Lucjan Giżyński (1909-1946) - oficer Wojska Polskiego, żołnierz powstania warszawskiego.